# Szuchahora
Szuchahora (szlovákul Suchá Hora, lengyelül Sucha Góra Orawska) község Szlovákiában, a Zsolnai kerületben, a Turdossini járásban.

## Fekvése
Trsztenától 15 km-re keletre, a lengyel határ mellett fekszik.

## Története
A falut a 16. század közepén a vlach jog alapján alapították, az árvai uradalomhoz tartozott. 1566-ban „Zucha” alakban említik először, 1588-ban „Sucha Hora” a neve. 1715-ben 155 lakosa volt. 1778-ban 327-en lakták.
A 18. század végén Vályi András így ír róla: „Szuchahora. Lengyel falu Árva Várm. földes Ura a’ Kir. Kamara, lakosai többfélék, fekszik Hladovkához közel, és annak filiája; határja hegyes, és sovány.”
1828-ban 137 házában 821 lakos élt. Földje gyenge minőségű, ezért lakosai közül sokan kivándoroltak, mások fazekassággal foglalkoztak.
Fényes Elek 1851-ben kiadott geográfiai szótárában így ír a faluról: „Szuchahora, tót falu, Árva vmegyében, a gallicziai határszélen; 810 kath., 11 zsidó lak. Földje igen sovány. Sessioja: 35 2/8. Van filial. harminczadja, vendégfogadója. Vászonnal kereskedik. F. u. az árvai uradalom. Ut. p. Rosenberg.”
A 20. század elején nevét Aszúligetre magyarosították, de a lakosság ellenállása miatt az nem maradt fenn. A trianoni diktátumig Árva vármegye Trsztenai járásához tartozott.
Ma is gorálok lakják, kiknek hagyományait viseletük és népi együttesük őrzi.

## Népessége
| Év:            | 1994. | 2004.    | 2014.   | 2024.   |
| -------------- | ----- | -------- | ------- | ------- |
| Emberek száma: | 1145  | 1291     | 1404    | 1483    |
| Eltérés:       |       | +12,75 % | +8,75 % | +5,62 % |

| Év:            | 2023. | 2024.   |
| -------------- | ----- | ------- |
| Emberek száma: | 1479  | 1483    |
| Eltérés:       |       | +0,27 % |

1910-ben 683, túlnyomórészt lengyel lakosa volt.
2001-ben 1256 lakosából 1226 szlovák és 28 lengyel volt.
2011-ben 1386 lakosából 1326 szlovák és 24 lengyel.

## Nevezetességei
- Krisztus Király tiszteletére szentelt római katolikus temploma.

## Külső hivatkozások
- E-obce.sk Archiválva 2008. február 7-i dátummal a Wayback Machine-ben
- Községinfó
- Szuchahora Szlovákia térképén